# Lijst van 3FM Megahits in 2018
Deze hits waren in 2018 3FM Megahit op NPO 3FM:
| Nr.  | Week            | Artiest                                                                               | Titel                                                                                 | Hoogste positie in de 3FM Mega Top 50                                                 |
| ---- | --------------- | ------------------------------------------------------------------------------------- | ------------------------------------------------------------------------------------- | ------------------------------------------------------------------------------------- |
| 1237 | Week 1          | HAEVN                                                                                 | Fortitude                                                                             | 37                                                                                    |
| 1238 | Week 2          | NVDES & REMMI                                                                         | D.Y.T. (Do Your Thing)                                                                | geen notering                                                                         |
| 1239 | Week 3          | Sam Fender                                                                            | Start Again                                                                           | 40                                                                                    |
| 1240 | Week 4          | Editors                                                                               | Magazine                                                                              | 33                                                                                    |
| 1241 | Week 5          | Superorganism                                                                         | Everybody Wants To Be Famous                                                          | geen notering                                                                         |
| 1242 | Week 6          | The Weeknd & Kendrick Lamar                                                           | Pray for Me                                                                           | 8                                                                                     |
| 1243 | Week 7          | Naaz                                                                                  | Loving Love                                                                           | 43                                                                                    |
| 1244 | Week 8          | Muse                                                                                  | Thought Contagion                                                                     | 48                                                                                    |
| 1245 | Week 9          | Sigrid                                                                                | Don't Kill My Vibe                                                                    | geen notering                                                                         |
| 1246 | Week 10         | EUT                                                                                   | Bad Sweet Pony                                                                        | 47                                                                                    |
| 1247 | Week 11         | Janelle Monáe                                                                         | Make Me Feel                                                                          | 44                                                                                    |
| 1248 | Week 12         | Years & Years                                                                         | Sanctify                                                                              | 40                                                                                    |
| 1249 | Week 13         | San Holo & Taska Black                                                                | Right Here, Right Now                                                                 | geen notering                                                                         |
| 1250 | Week 14         | Sunflower Bean                                                                        | Twentytwo                                                                             | geen notering                                                                         |
| 1251 | Week 15         | Calvin Harris & Dua Lipa                                                              | One Kiss                                                                              | 1(15wk)                                                                               |
| 1252 | Week 16         | Portugal. The Man                                                                     | Live In The Moment                                                                    | 44                                                                                    |
| 1253 | Week 17         | Parquet Courts                                                                        | Wide Awake                                                                            |                                                                                       |
| 1254 | Week 18         | Goodluck & Boris Smith                                                                | Be Yourself                                                                           |                                                                                       |
| 1255 | Week 19         | Florence and the Machine                                                              | Hunger                                                                                |                                                                                       |
| 1256 | Week 20         | Arctic Monkeys                                                                        | Four Out of Five                                                                      | geen notering                                                                         |
| -    | Week 21         | Geen 3FM Megahit in verband met de Festival Top 999                                   | Geen 3FM Megahit in verband met de Festival Top 999                                   | Geen 3FM Megahit in verband met de Festival Top 999                                   |
| 1257 | Week 22         | Christine and the Queens & Dâm-Funk                                                   | Damn, Dis-Moi                                                                         | geen notering                                                                         |
| 1258 | Week 23         | The 1975                                                                              | Give Yourself A Try                                                                   | geen notering                                                                         |
| 1259 | Week 24         | Kraantje Pappie & Joshua Nolet                                                        | Liefde in de lucht                                                                    | 5                                                                                     |
| 1260 | Week 25         | Panic! at the Disco                                                                   | High Hopes                                                                            |                                                                                       |
| 1261 | Week 26         | Jett Rebel                                                                            | Good Boy                                                                              | 37                                                                                    |
| 1262 | Week 27         | Disclosure & Fatoumata Diawara                                                        | Ultimatum                                                                             | geen notering                                                                         |
| 1263 | Week 28         | Roosevelt                                                                             | Under the Sun                                                                         | geen notering                                                                         |
| 1264 | Week 29         | Twenty One Pilots                                                                     | Jumpsuit                                                                              | geen notering                                                                         |
| 1265 | Week 30         | Lizzo                                                                                 | Boys                                                                                  |                                                                                       |
| 1266 | Week 31         | Son Mieux                                                                             | Everyday                                                                              | geen notering                                                                         |
| 1267 | Week 32         | Tom Odell                                                                             | If You Wanna Love Somebody                                                            | 44                                                                                    |
| 1268 | Week 33         | Bazart                                                                                | Grip (Omarm Me)                                                                       | geen notering                                                                         |
| 1269 | Week 34         | Marshmello & Bastille                                                                 | Happier                                                                               | 3                                                                                     |
| 1270 | Week 35         | MY BABY                                                                               | In the Club                                                                           | geen notering                                                                         |
| 1271 | Week 36         | Nothing But Thieves                                                                   | Forever & Ever More                                                                   | 35                                                                                    |
| 1272 | Week 37         | Rondé                                                                                 | Calling                                                                               | geen notering                                                                         |
| 1273 | Week 38         | San Holo & Bipolar Sunshine                                                           | Brighter Days                                                                         | geen notering                                                                         |
| 1274 | Week 39         | Mumford & Sons                                                                        | Guiding Light                                                                         | geen notering                                                                         |
| 1275 | Week 40         | Muse                                                                                  | Pressure                                                                              | geen notering                                                                         |
| 1276 | Week 41         | Sigrid                                                                                | Sucker Punch                                                                          | geen notering                                                                         |
| 1277 | Week 42         | Anderson .Paak & Kendrick Lamar                                                       | Tints                                                                                 | geen notering                                                                         |
| 1278 | Week 43         | EUT                                                                                   | Sour Times                                                                            | geen notering                                                                         |
| 1279 | Week 44         | Nothing But Thieves                                                                   | You Know Me Too Well                                                                  | geen notering                                                                         |
| 1280 | Week 45         | Thomas Azier                                                                          | Vertigo                                                                               | geen notering                                                                         |
| 1281 | Week 46         | Billie Eilish                                                                         | When The Party's Over                                                                 | 22                                                                                    |
| 1282 | Week 47         | De Staat                                                                              | I'm Out Of Your Mind                                                                  | geen notering                                                                         |
| 1283 | Week 48         | Dom Dolla                                                                             | Take It                                                                               | 44                                                                                    |
| 1284 | Week 49         | Mark Ronson & Miley Cyrus                                                             | Nothing Breaks Like a Heart                                                           | 5                                                                                     |
| 1285 | Week 50 Week 51 | The 1975                                                                              | It's Not Living (If It's Not with You)                                                | geen notering                                                                         |
| -    | Week 52         | Geen 3FM Megahit in verband met de 3FM Serious Request-week en de Top Serious Request | Geen 3FM Megahit in verband met de 3FM Serious Request-week en de Top Serious Request | Geen 3FM Megahit in verband met de 3FM Serious Request-week en de Top Serious Request |

1993 · 
1994 ·
1995 · 
1996 ·
1997 ·
1998 ·
1999 ·
2000 ·
2001 ·
2002 ·
2003 ·
2004 ·
2005 ·
2006 ·
2007 ·
2008 ·
2009 ·
2010 ·
2011 ·
2012 ·
2013 ·
2014 ·
2015 ·
2016 ·
2017 ·
2018 ·
2019 ·
2020 ·
2021 ·
2022 ·
2023 ·
2024 ·
2025